# Communauté de communes du Canton de Pontvallain
Die Communauté de communes du Canton de Pontvallain ist ein ehemaliger französischer Gemeindeverband mit der Rechtsform einer Communauté de communes im Département Sarthe in der Region Pays de la Loire. Sie wurde am 28. Dezember 1993 gegründet und umfasste neun Gemeinden. Der Verwaltungssitz befand sich im Ort Cérans-Foulletourte.

## Historische Entwicklung
Mit Wirkung vom 1. Januar 2017 fusionierte der Gemeindeverband mit 
- Communauté de communes Aune et Loir sowie
- Communauté de communes du Bassin Ludois

und bildete so die Nachfolgeorganisation Communauté de communes Sud Sarthe.

## Ehemalige Mitgliedsgemeinden
1. Cérans-Foulletourte
2. Château-l’Hermitage
3. La Fontaine-Saint-Martin
4. Mansigné
5. Oizé
6. Pontvallain
7. Requeil
8. Saint-Jean-de-la-Motte
9. Yvré-le-Pôlin